# Aníbal Alzate
Hernán Aníbal Alzate Sosa (ur. 31 stycznia 1933 – 31 marca 2016) piłkarz kolumbijski grający podczas kariery na pozycji obrońcy.

## Kariera klubowa
Całą karierę piłkarską Aníbal Alzate spędził w klubie Deportes Tolima. Z Deportes Tolima zdobył wicemistrzostwo Kolumbii w 1957. Ogółem w barwach Deportes Tolima rozegrał w lidze kolumbijskiej 237 spotkań, w których zdobył bramkę.

## Kariera reprezentacyjna
W reprezentacji Kolumbii Alzate zadebiutował 5 lutego 1961 w wygranym 2-0 towarzyskim spotkaniu w USA.
W tym samym roku został powołany przez selekcjonera Adolfo Pedernerę do kadry na Mistrzostwa Świata w Chile. Na Mundialu Alzate wystąpił w dwóch meczach z ZSRR i Jugosławią. W 1963 uczestniczył w Copa América. Na turnieju w Boliwii Alzate wystąpił w dwóch meczach z Brazylią oraz Boliwią, który był jego ostatnim meczem w reprezentacji.
Od 1961 do 1963 roku rozegrał w kadrze narodowej 9 spotkań.